# 李祥光
李祥光（？—1658年），字绣波，二昭，山西翼城縣人，清朝官員。

## 生平
順治六年（1649年）己丑科進士。初任陕西城固县知县，补调江南淮安府山陽縣知縣，政績卓著。順治十四年（1657年），任丁酉科江南鄉試同考官。隨即，科場案發，順治帝從重處罰，同考官全部處絞，家人流放寧古塔。李祥光處刑，绞于西市。順治十七年（1660年），被淮安當地百姓奉為山陽縣城隍。